# Челсі (Мічиган)
Челсі (англ. Chelsea) — місто (англ. city) в США, в окрузі Воштено штату Мічиган. Населення — 5467 осіб (2020).

## Географія
Челсі розташоване за координатами 42°18′41″ пн. ш. 84°1′10″ зх. д. / 42.31139° пн. ш. 84.01944° зх. д. (42.311392, -84.019416).  За даними Бюро перепису населення США в 2010 році місто мало площу 9,55 км², з яких 9,41 км² — суходіл та 0,13 км² — водойми.

## Демографія
Згідно з переписом 2010 року, у місті мешкали 4944 особи в 2224 домогосподарствах у складі 1284 родин. Густота населення становила 518 осіб/км².  Було 2436 помешкань (255/км²).
Расовий склад населення:
| - 96,1 % — білих - 1,1 % — азіатів - 0,4 % — чорних або афроамериканців - 0,3 % — корінних американців |

До двох чи більше рас належало 1,5 %. Частка іспаномовних становила 2,5 % від усіх жителів.
За віковим діапазоном населення розподілялося таким чином: 22,7 % — особи молодші 18 років, 54,6 % — особи у віці 18—64 років, 22,7 % — особи у віці 65 років та старші. Медіана віку мешканця становила 43,5 року. На 100 осіб жіночої статі у місті припадало 83,6 чоловіків;  на 100 жінок у віці від 18 років та старших — 75,9 чоловіків також старших 18 років.
Середній дохід на одне домашнє господарство  становив 82 030 доларів США (медіана — 59 292), а середній дохід на одну сім'ю — 105 244 долари (медіана — 86 250). Медіана доходів становила 70 875 доларів для чоловіків та 51 517 доларів для жінок. За межею бідності перебувало 1,7 % осіб, у тому числі 1,4 % дітей у віці до 18 років та 3,6 % осіб у віці 65 років та старших.
Цивільне працевлаштоване населення становило 2167 осіб. Основні галузі зайнятості: освіта, охорона здоров'я та соціальна допомога — 40,9 %, роздрібна торгівля — 9,4 %, мистецтво, розваги та відпочинок — 9,1 %, виробництво — 9,0 %.